# Таксиминская впадина
Таксими́нская впа́дина (Верхнетаксиминская впадина) — впадина в северной части Забайкальского края России.

## Описание
Расположена между Нижнекаларским хребтом (на востоке) и отрогом Южно-Муйского хребта (на западе). Протягивается в субмеридиональном направлении от верховьев реки Таксима (на юге) до устья реки Тундак (правый приток Таксимы). Протяжённость впадины достигает 18 км при ширине от 2 до 9 км.
Сложена верхнемезозойскими осадочными формациями, прикрытыми сверху кайнозойскими континентальными отложениями небольшой мощности. Заложение впадины относится к мезозою, дальнейшее формирование происходило в неоген и антропоген, и активно продолжается в настоящее время (в ходе неотектонических движений).
Пониженную часть впадины занимают озёра (ледникового и термокарстового происхождения), а также река Тундак с устьевыми участками её притоков. Урез воды в этих реках колеблется от 750 до 800 м. Основные типы ландшафта — горная тайга, сочетающаяся с заболоченными марями и еланями.